# Strauben

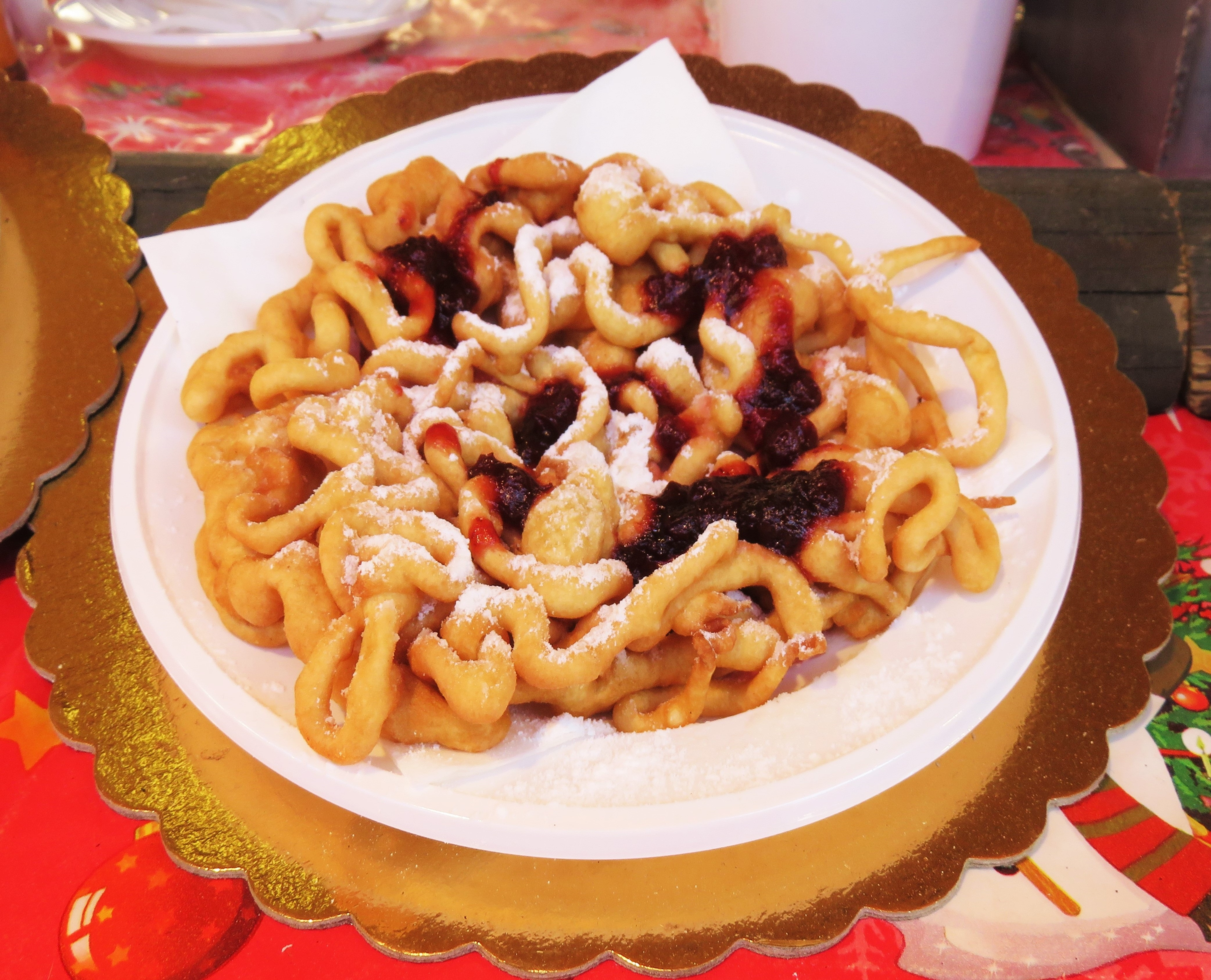
Strauben mit Puderzucker und Preiselbeermarmelade

Strauben (alemannisch Strübli, Striebele oder Strubede; pennsylvaniadeutsch Drechderkuche) ist ein süßes Siedegebäck, das in Süddeutschland, Österreich und Südtirol bekannt und verbreitet ist. 
Es wird zubereitet, indem flüssiger Teig – bestehend aus Mehl, Butter, Milch, Eiern und Zucker – durch einen Trichter spiralenförmig in eine Pfanne mit siedendem Öl eingelassen und ausgebacken wird. Nach dem Abtropfen werden die Strauben mit Puderzucker bestreut und oft mit Preiselbeermarmelade serviert; sie werden noch warm gegessen. Es handelt sich um eine Spezialität, die zu besonderen Anlässen zubereitet wird und (regional unterschiedlich) auf vielen Volksfesten ihren Platz findet. Früher wurden auch herzhafte Strauben gebacken, z. B. verzeichnet das Kochbuch Küchenmeisterei (Nürnberg, 1485) ein Rezept mit Salz und Petersilie.
Vergleichbares gibt es beispielsweise auch als Funnel cake („Trichterkuchen“) in den USA oder als Tippaleipä („Tropfenbrot“) in Finnland.